# Iijima
Iijima (飯島町?) è una cittadina giapponese della prefettura di Nagano.